# Scotopteryx sinensis
Scotopteryx sinensis är en fjärilsart som beskrevs av Alphéraky 1883. Scotopteryx sinensis ingår i släktet backmätare, och familjen mätare. Inga underarter finns listade.